# Георг Виктор (князь Вальдек-Пирмонтский)
Георг Виктор Вальдек-Пирмонтский (нем. Georg Viktor zu Waldeck und Pyrmont; 14 января 1831, Арользен, Вальдек-Пирмонт — 12 мая 1893, Мариенбад, Богемия) — князь Вальдек-Пирмонтский из Вальдекского дома.
Сын Георга II Вальдек-Пирмонтского и его супруги Эммы Ангальт-Бернбург-Шомбургской. После смерти отца в 1845 году наследовал ему как князь под регентством своей матери.
После двадцатилетней тяжбы с родом Ольденбургов в 1888 году князь стал владельцем замка Шаумбург в Гессене.

## Семья
В первый раз он женился 26 сентября 1853 года на Елене Вильгельмине Нассауской, дочери Вильгельма, герцога Нассауского и Паулины Вюртембергской. У них было семь детей:
- София Николина (1854—1869), умерла от туберкулеза;
- Паулина (1855—1925), замужем за Алексисом, князем Бентгейм-Штейнфурта;
- Мария (1857—1882), замужем за королём Вюртемберга Вильгельмом II;
- Эмма (1858—1934), замужем за королём Нидерландов Виллемом III;
- Елена (1861—1922), замужем за принцем Леопольдом, герцогом Олбани;
- Фридрих (1865—1946), наследный князь Вальдек-Пирмонтский;
- Елизавета (1873—1961), замужем за Александром, князем Эрбах-Шёнбергским.

Второй раз он женился 29 апреля 1891 года на Луизе Шлезвиг-Зондербург-Глюксбургской. В этом браке родился один сын, погибший в Первую мировую войну:
- Вольрад Фридрих (1892—1914).

Георг Виктор умер от пневмонии 12 мая 1893 года в Мариенбаде, Богемия.